# تشارلي بلاكمون
تشارلي بلاكمون (بالإنجليزية: Charlie Blackmon)‏ هو لاعب كرة قاعدة أمريكي، ولد في 1 يوليو 1986 في دالاس في الولايات المتحدة.

## وصلات خارجية
- تشارلي بلاكمون على موقع دوري كرة القاعدة الرئيسي (الإنجليزية)
- تشارلي بلاكمون على موقعبيزبول رفرنس.كوم (الدوري الرئيسي) (الإنجليزية)
- تشارلي بلاكمون على موقعبيزبول رفرنس.كوم (الدوري الثانوي) (الإنجليزية)
- تشارلي بلاكمون على موقع إي إس بي إن.كوم (أم.أل.بي) (الإنجليزية)
- تشارلي بلاكمون على موقع مشجعي الرسوم البيانية (الإنجليزية)